# Korpnästjärnen (Järna socken, Dalarna, 670164-141265)
Korpnästjärnen är en sjö i Vansbro kommun i Dalarna och ingår i Dalälvens huvudavrinningsområde. Sjön har en area på 0,0591 kvadratkilometer och ligger 266,2 meter över havet.

## Delavrinningsområde
Korpnästjärnen ingår i det delavrinningsområde (669985-141212) som SMHI kallar för Mynnar i Jällån. Medelhöjden är 297 meter över havet och ytan är 6,27 kvadratkilometer. Det finns ett avrinningsområde uppströms, och räknas det in blir den ackumulerade arean 17,01 kvadratkilometer. Liss-Jällån som avvattnar avrinningsområdet har biflödesordning 4, vilket innebär att vattnet flödar genom totalt 4 vattendrag innan det når havet efter 329 kilometer. Avrinningsområdet består mestadels av skog (59 procent) och sankmarker (27 procent). Avrinningsområdet har 0,06 kvadratkilometer vattenytor vilket ger det en sjöprocent på 1 procent.